# 梁山镇 (乾县)
梁山镇，是中华人民共和国陕西省咸陽市乾县下辖的一个乡镇级行政单位。

## 行政区划
梁山镇下辖以下地区：
官地村、杨家村、山峰村、梁兴村、坊里村、邵村、先锋村、瓦屋村、三合村、齐南村、三兴村、吴店村、桥北村、淡头村、佛头村、桥南村、鹞子村、柿园村和永久村。